# Лепеза
Лепеза је врста платна којим се маше испред лица у ситуацији када је особи која је користи врућина ради расхлађивања. Синоними за лепезу су махалица и хладилица. Састоје се од две дршке које се отварају и на тај начин шире платно у облику полукруга. Може се користити и као украс, углавном је то био случај у средњем веку код богатијих слојева становништва.
Користи се и у позоришту као део перформанса глумаца.

## Историја
Сматра се да су се прве врсте лепеза појавиле у античкој Грчкој под именом рипис (грч. ῥιπίς). Од 17. века је почела њихова активнија употреба у Јапану, Кини, Египту и Француској.